# Église Saint-Martin de L'Aigle
L'église Saint-Martin est une église catholique située à L'Aigle, en France.

## Localisation
L'église est située dans le département français de l'Orne, sur la commune de L'Aigle.

## Historique
L'église Saint-Martin de L'Aigle, construite et modifiée du XIe au XXe siècle, est classée au titre des monuments historiques, la cloche dite la Porcienne a, elle, été classée le 3 mars 1971 au titre des objets mobiliers. Elle abrite de nombreuses œuvres classées à titre d'objets. 
L'église principale de L'Aigle est placée sous le patronage de Martin, évêque de Tours, mort en 397. L'édifice forme un ensemble original, mais cependant harmonieux, dû à cinq époques. 
Son originalité réside dans la stratification architecturale qu'elle renferme : du XIe au XXe siècle, chaque période a laissé une trace.
L'édifice subit d'importantes détériorations lors des bombardements de la Seconde Guerre mondiale, en particulier au niveau des verrières. 
Une convention de partenariat entre la fondation du patrimoine, la ville de L’Aigle et l’ADSM -« les Amis de l’église Saint-Martin en son quartier »- est renouvelée en 2018 pour le financement à la fois privé et public des travaux de rénovation du monument cultuel.